# 日向秀和
日向 秀和（ひなた ひでかず、1976年12月4日 - ）は、日本のベーシスト。東京都町田市出身。愛称は「ひなっち」、「町田のヤンキー」。元ART-SCHOOL、ZAZEN BOYSのベーシストであり、現在はストレイテナー、Nothing's Carved In Stone、killing Boy、EOR（Entity Of Rude）、FULLARMORなどのメンバーとして活動している。

## 人物
- 東京都町田市出身。通称「ひなっち」、「町田のヤンキー」。
- 元ART-SCHOOL、元ZAZEN BOYS。現在はストレイテナー、FULLARMOR、EOR（Entity Of Rude）、Nothing's Carved In Stone、killing Boyでも活動している。加入当時は「レギュラープレイヤー」という位置付けであった。2004年に正式加入。
- 2022年現在はストレイテナー、Nothing's Carved In Stoneでの活動を中心に、数多くのレコーディング、セッションに参加している。
- ライブでは非常にアグレッシブなプレイを展開しており、フロントマンのホリエよりも目立つこともしばしば。演奏中に客を煽ることもある。
- 他メンバーに比べファッションが派手な為目立ち、髪型はしょっちゅう変わる。
- 主に使用しているベースはFender PRECISION BASS (3Tone Sunburst)
- 尊敬するベーシストはRed Hot Chili Peppersのフリーであると公言している。
- 元々はヒップホップやR&Bしか聴いていなかったが、ART-SCHOOLの結成前に木下理樹と出会った時に初めてウィーザーやニルヴァーナといったロックバンドの楽曲を聴き、衝撃を受けたという[2]。
- 幼少時代は「一通りヤンチャした」らしい（NHK・トップランナーでのコメント）。「家でギター、ベースの練習をしつつ、外では(パンチをするそぶりを見せる)みたいなことしてました。」ともコメント。
- 本人曰く「止まっちゃうのが凄く嫌で、動いてないと音楽できなくなっちゃうタイプ」だという[3]。
- misonoのシングル「挫折地点」の作曲とプロデュースも手掛けていた。
- 登山が趣味で、全国様々な山に登っている。

## 来歴
2000年
- 3月、サポートミュージシャンを務めていた木下理樹の誘いにより、ART-SCHOOLの結成に参加する。
- 8月、サポートミュージシャンを務めたART-SCHOOLの初ライブ後、メンバーとして正式に加入する。

2003年
- 12月、大山純と共にART-SCHOOLを脱退。

2004年
- 前年より「レギュラープレイヤー」という位置付けで参加していたストレイテナーに正式加入。

2007年
- 2月7日、ZAZEN BOYSを脱退[4]。
- 9月12日、初のプロデュースシングルとなるmisonoの7枚目のシングル『挫折地点』にて作・編曲を担当[5]。

2009年
- ELLEGARDENの生形真一とNothing's Carved In Stoneを結成し、12月9日に1stアルバム『PARALLEL LIVES』をリリース。

2010年
- ART-SCHOOLの木下理樹と共にkilling Boyを結成。

2011年
- 3月30日、自身のツイートから始まった東日本大震災の被災者支援プロジェクト「HINATABOCCO」によるアコースティック・ライブイベント「LIVE HINATABOCCO #01」が開催される[6]。

2017年
- 1月7日、石巻BLUE RESISTANCEで主催プロジェクト「HINATABOCCO」によるイベント「HINATABOCCO @ Ishinomaki」を開催予定[1]。

2018年
- 4月28日、ストレイテナーとして出演したARABAKI ROCK FEST.18にてトリをつとめ布袋寅泰をはじめとするミュージシャンたちとセッションを行った。

## サポート
- 木村カエラ
- Superfly
- Spangle call Lilli line
- THE SxPLAY（ザ・スプレイ）
- TK from 凛として時雨
- MANNISH BOYS
- 雅-MIYAVI-
- winnie
- ももいろクローバーZ
- 米津玄師

## プロデュース
- misono

## バンド参加
ART-SCHOOL
2000年3月にソロシンガーとして活動していた木下理樹が結成。2003年に脱退。
ZAZEN BOYS
2003年に元ナンバーガールの向井秀徳を中心に結成。2007年に脱退。
ストレイテナー
1998年にホリエアツシ（ボーカル・ギター）とナカヤマシンペイ（ドラムス）を中心に結成。日向は2004年に正式加入。
FULLARMOR
2002年に結成したインスト・バンド。メンバーは日向（ベース、ギター）の他、ホリエアツシ（シンセサイザー / ストレイテナー、ent）、井澤惇（ベース / LITE）、大喜多崇規（ドラムス / ズボンズ、Nothing's Carved In Stone）。
EOR
2007年、中村達也とタブゾンビのセッションをきっかけに、タブが日向に、中村が蔦谷好位置に声をかけてEntity of Rude（エンティティ・オブ・ルード）として結成、2010年にEORと改名。メンバーは中村達也（ドラム / LOSALIOS）、タブゾンビ（トランペット、キーボード / SOIL&"PIMP"SESSIONS）、蔦谷好位置（キーボード）。
Nothing's Carved In Stone
2009年にELLEGARDENの生形真一と結成。ギターの生形を中心に、ベースの日向の他、ドラムに大喜多崇規（FULLARMOR）、ボーカル&ギターに村松拓（ABSTRACT MASH）を迎えた4人編成。
Superfly & The Lemon Bats
2010年11月17日から30日にかけて、雑誌「SWITCH」の創刊25周年を記念して開催されたスペシャルライブ「Superfly & The Lemon Bats SPECIAL LIVE "Rock'N' Roll Muncher"」のためのスペシャルバンド。メンバーは日向の他、Superfly（ボーカル）、百々和宏（ギター / MO'SOME TONEBENDER）、八橋義幸（ギター）、蔦谷好位置（キーボード）、中村達也（ドラムス）。
LOW IQ 01 & MIGHTY BEAT MAKERS
2011年7月のライブイベント「LIVE FACTORY 2011」をきっかけに、LOW IQ 01が結成したバンド。メンバーは日向の他、LOW IQ 01（ボーカル、ギター）、渡邊忍（ギター、コーラス / ASPARAGUS）、福田“TDC”忠章（ドラムス / FRONTIER BACKYARD、SCAFULL KING）。
killing Boy
2012年に木下理樹（ボーカル、ギター、シンセサイザー / ART-SCHOOL）と結成した音楽ユニット。レギュラーサポートメンバーとして、彼らと親交の深い伊東真一（ギター / HINTO）と大喜多崇規（ドラムス / Nothing's Carved In Stone）が加わる。
katsina session
2016年結成。日向以外のメンバーは、タブゾンビ（トランペット / SOIL&"PIMP"SESSIONS）、伊澤一葉（ピアノ / the HIATUS、あっぱ）、柏倉隆史（ドラムス / the HIATUS、toe）。